# Dětkovice (powiat Prościejów)
Dětkovice – gmina w Czechach, w powiecie Prościejów, w kraju ołomunieckim. Według danych z dnia 1 stycznia 2012 liczyła 537 mieszkańców.
Zobacz też:
- Dětkovice